# Span (schweizerische Band)
Span ist eine schweizerische Mundartrock-Band, die 1972 als Grünspan gegründet wurde.
Gründungsmitglieder waren Christoph Kohli (Bass, Gesang), Matthias Kohli (Schlagzeug, Gesang), Georges Müller (Gitarre, Gesang), der Sänger Daniel Stöckli sowie Gitarrist Gualtiero Bonaconza. 1974 wurde die Single Bärner Rock aufgenommen, die Grünspan den ersten Erfolg einbrachte.

## Geschichte
1975 benannte sich die Band in Span um. Bald darauf verliessen der Gitarrist Gualtiero Bonaconza, den es musikalisch in Richtung Jazz-Rock zog, und der Leadsänger Daniel Stöckli die Band. In die Fussstapfen von Gualtiero Bonaconza trat Dänu Siegrist, der von Peter Mac Taggart auf der Münsterplattform entdeckt worden war, als er auf einer Akustikgitarre seine Mundartsongs vorspielte.
1976 bezog der Gitarrist, Sänger und Songwriter Housi Wittlin die Kommune Hämlismatt, welche die Mitglieder der Band bis 1991 gemeinsam bewohnten. In dieser Formation produzierten sie auf Wunsch von Laico Burkhalter – damals Artist and Repertoire Manager bei EMI Records – zwei Singles in Englisch, «Little Bit Of Sun / Love Provider» (1977) und «You Need A Driver / Evi» (1978), sowie eine Single in Berndeutsch, «Dr Eint u dr Ander / Peanut Butter» (1979). Der Erfolg blieb jedoch aus, und Span verlor ihre Identität als Mundartrockband. Housi Wittlin blieb, wie von Anfang an geplant, für drei Jahre bei Span.
1978 produzierte Span mit Marianna Polistena und Polo Hofer unter dem Namen Polo’s Schmetterding vier LPs. 1982 wurde in dieser Formation das erste und vermeintlich letzte Album Tschou zäme aufgenommen. Für den Vertrieb der Platte wurde die Plattenfirma Ariola in Zürich gewonnen. Die Platte wurde innerhalb kurzer Zeit 8000 Mal verkauft und sorgte für neue Motivation. 1985 verliess schliesslich  Dänu Siegrist die Band. Neu stiess Stefan W. Müller (Keyboard) dazu. In dieser Formation spielte Span bis Ende 2008, als Schlagzeuger Matthias Kohli ausstieg, um eigene Musikprojekte zu machen. Er wurde 2009 durch Matthias Nydegger (Schlagzeug, Gesang) ersetzt.

## Andere Projekte
Christoph Kohli und Stefan W. Müller tourten 1999–2012 mit Songwriter Roland Zoss und dem Tierlieder-ABC Xenegugeli und mit Jimmy Flitz in der ersten Berner Mundartrockband für Kinder. Kohli setzte sich 2006 noch ins Boot von Bubi Rufener (u. a. Allschwil Posse und Sugarbabies), welcher sein altes Bandprojekt Boob reaktivierte und zusammen mit Sam Mumenthaler und Peter von Siebenthal (beide ex Züri West) 2007 die CD The Ono Sessions veröffentlichten und zusammen das ganze Jahr durch die Schweiz tourten. Die vier Musiker spielten bereits bei der Party-Band Backbeat zusammen.

## Diskografie

### Alben
- Tschou zäme (1981)
- Spanton spontan (1982)
- Unterwägs (1984)
- S’Zäni – Best of 10 Jahre (1985)
- Spanoptikum (1985)
- So oder so (1989)
- Span 2000 (1990)
- Bernstein (1992)
- Hämlismatt 1975–1991 (1992)
- La Danza (1993)
- Mühlespiel (1995) live
- Gangloff (1998)
- Maraton (2005)
- BE-Stoff Span (2006)
- Rock ’N’ Roll Härz (2013)
- Auesiauem (2025)

### Singles
- Bärner Rock (1974)
- Nimm das nid so tragisch / Grad nomal ab (1976)
- Little Bit of Sun / Love Provider (1977)
- You Need a Driver / Evi (1978)
- Dr Eint u dr Ander / Peanut Butter (1979)
- Yvette (1984)
- Hardrock Café[2] (1984)
- Ab id Dili[3] (1986, zum 20-jährigen Juliläum der Tanzdiele Matte, Bern)
- Campari Soda (1999)
- Luftschloss (2025)